# Лазар Марин
Лазар Марин е български футболист на ЦСКА 1948. Роден е на 9 февруари 1994 г. в Съединение. Висок 180 см, тежи 75 кг. Играе като ляв бек.

## Кариера
Юноша на Спартак Пловдив, играе като ляв бек. Юношески шампион на България за родените през 1994 със Спартак през 2008. На 8 август 2010 едва на 16 години прави дебют за Спартак Пловдив срещу Черноморец Поморие. През 2012 преминава в Ботев Пловдив, където прави дебют на 5 май 2012 при победата над Добруджа Добрич с 3:0. От февруари 2013 до юни 2014 е даден под наем на Раковски. На 14 юни 2016 подписва с ЦСКА. Дебютира за армейците на 21 септември 2016 при загубата от Локомотив София с 2:1 като това се оказва и единствения му мач за първия тим. В началото на януари 2017 напуска ЦСКА, за да се завърне в Ботев Пловдив. Печели купата на България през сезон 2016/17 и суперкупата на България за 2017. През юли 2018 преминава в редиците на Торпедо Кутаиси Грузия като печели купата на Грузия за 2018. В началото на 2019 се завръща в Ботев Пловдив. На 12 август 2020 г. подписва с ЦСКА 1948.
Изиграва пет мача за националния отбор на България до 17 години и пет мача за този до 21 години.

## Успехи
Ботев (Пловдив)
- Купа на България: 2016/17
- Суперкупа на България: 2017